# Otto Kramer (Jurist)
Emil Otto Kramer (* 12. Februar 1868 in Halle (Saale); † 20. Juni 1956 in Kassel) war ein deutscher Verwaltungsjurist und Abgeordneter des Kurhessischen Kommunallandtages.

## Leben
Otto Kramer wurde als Sohn des Kaufmanns Otto Kramer und dessen Gemahlin Friederike Emilie Nitzschke geboren. Nach dem Abitur am Gymnasium in Eisleben absolvierte er an den Universitäten in Jena, Leipzig und Halle ein Studium der Staatswissenschaften. Er leistete seinen Militärdienst als Einjährig-Freiwilliger im Thüringischen Infanterie-Regiment Nr. 94. Nach dem ersten juristischen Staatsexamen im Februar 1893 war er Gerichtsreferendar im Bezirk des Oberlandesgerichts Naumburg, wechselte in die Landesverwaltung und wurde Regierungsreferendar bei der Bezirksregierung Arnsberg. Später kam er in dieser Funktion zur Bezirksregierung Erfurt und folgte im September 1897 dem Ruf in den Vorstand der Stadtverwaltung Erfurt. Nach dem zweiten juristischen Staatsexamen im Februar 1899 wurde er Regierungsassessor beim Landratsamt Altenkirchen (Westerwald). 1900 promovierte er an der Universität Tübingen zum Dr. rer. pol. Vier Jahre als Regierungsassessor bei der Bezirksregierung Stade eingesetzt, erhielt er hier im April 1906 die Ernennung zum Regierungsrat. Bevor er bei den Bezirksregierungen in Marienwerder und Schneidemühl als Dezernent für Domänen eingesetzt wurde, absolvierte er einen vierjährigen Dienst beim Landratsamt Hildesheim als Dezernent für Steuerangelegenheiten. 1918/1919 war er Mitglied der Deutschen Volkspartei. Ab Oktober 1920 war er – mit kurzzeitiger Abordnung in das preußische Landwirtschaftsministerium – als Oberregierungsrat beim Regierungspräsidenten in Kassel Leiter der Finanzabteilung. Im April 1924 wurde er zum Regierungsdirektor befördert.
Zum 1. Februar 1933 trat er der NSDAP bei (Mitgliedsnummer 1.445.643). Im Mai 1933 übernahm er kommissarisch das Amt des Regierungsvizepräsidenten. Diese Funktion hatte er bis September 1942 inne, obwohl er bereits zum 1. April 1935 in den Ruhestand getreten war. Von Januar 1936 – mit Unterbrechungen – bis April 1945 war er ehrenamtlicher Beigeordneter in der Stadtverwaltung Kassel. Er war förderndes Mitglied der SS.
Nach dem Kriege wurde Kramer im Entnazifizierungsverfahren in die Kategorie III eingestuft. Damit galt er als minderbelastet.